# Jacco Eltingh
Jacco Eltingh, né le 29 août 1970 à Heerde, est un ancien joueur de tennis professionnel néerlandais.
Durant sa carrière, il a gagné 4 titres en simple mais il est surtout connu pour ses succès en double messieurs, acquis la plupart du temps aux côtés de son compatriote Paul Haarhuis : 44 titres (dont 39 avec Haarhuis), dont 6 du Grand Chelem. Il a également atteint une finale de Grand Chelem en double mixte.

## Parcours dans les tournois duGrand Chelem

### En simple
| Année | Open d'Australie | Open d'Australie | Internationaux de France | Internationaux de France | Wimbledon       | Wimbledon    | US Open         | US Open       |
| ----- | ---------------- | ---------------- | ------------------------ | ------------------------ | --------------- | ------------ | --------------- | ------------- |
| 1991  | 3e tour (1/16)   | W. Ferreira      | 1er tour (1/64)          | C. Costa                 | 1/8 de finale   | A. Agassi    | 1er tour (1/64) | M. Stich      |
| 1992  | 2e tour (1/32)   | M. Schapers      | 1er tour (1/64)          | W. Masur                 | 1er tour (1/64) | P. Cash      | 1er tour (1/64) | H. Holm       |
| 1993  | 2e tour (1/32)   | P. Korda         | 1er tour (1/64)          | A. Chesnokov             | 2e tour (1/32)  | R. Krajicek  | 2e tour (1/32)  | S. Cortés     |
| 1994  | 2e tour (1/32)   | P. Rafter        | 1/8 de finale            | A. Medvedev              | 2e tour (1/32)  | D. Prinosil  | 1er tour (1/64) | I. Kafelnikov |
| 1995  | 1/4 de finale    | A. Krickstein    | 3e tour (1/16)           | M. Larsson               | 1/4 de finale   | A. Agassi    | 2e tour (1/32)  | P. Korda      |
| 1996  | 1er tour (1/64)  | T. Johansson     | —                        | —                        | 1er tour (1/64) | T. Johansson | —               | —             |
| 1997  | 1er tour (1/64)  | M. Washington    | —                        | —                        | —               | —            | —               | —             |

N.B. : à droite du résultat se trouve le nom de l'ultime adversaire.

### En double
| Année | Open d'Australie            | Open d'Australie           | Internationaux de France  | Internationaux de France | Wimbledon                     | Wimbledon                  | US Open                    | US Open                    |
| ----- | --------------------------- | -------------------------- | ------------------------- | ------------------------ | ----------------------------- | -------------------------- | -------------------------- | -------------------------- |
| 1991  | 1er tour (1/32) W. Ferreira | P. Galbraith T. Witsken    | 1/8 de finale L. Pimek    | J. Fitzgerald A. Järryd  | —                             | —                          | 1/8 de finale H. J. Davids | T. Woodbridge M. Woodforde |
| 1992  | 2e tour (1/16) T. Kempers   | J. Fitzgerald A. Järryd    | 2e tour (1/16) T. Kempers | M. Kratzmann W. Masur    | 1/8 de finale T. Kempers      | M. Kratzmann W. Masur      | 1/4 de finale P. Haarhuis  | T. Woodbridge M. Woodforde |
| 1993  | 1/8 de finale P. Haarhuis   | J. Fitzgerald A. Järryd    | 1/8 de finale P. Haarhuis | S. Edberg P. Korda       | 1er tour (1/32) M. Koevermans | J. Bates B. Black          | 2e tour (1/16) P. Haarhuis | W. Ferreira M. Stich       |
| 1994  | Victoire P. Haarhuis        | B. Black J. Stark          | 1/4 de finale P. Haarhuis | D. Adams A. Olhovskiy    | 1/4 de finale P. Haarhuis     | T. Woodbridge M. Woodforde | Victoire P. Haarhuis       | T. Woodbridge M. Woodforde |
| 1995  | 1/2 finale P. Haarhuis      | J. Palmer R. Reneberg      | Victoire P. Haarhuis      | N. Kulti M. Larsson      | 1/4 de finale P. Haarhuis     | R. Leach S. Melville       | 1/8 de finale P. Haarhuis  | A. O'Brien S. Stolle       |
| 1996  | 1/8 de finale P. Haarhuis   | M. Damm J. Grabb           | —                         | —                        | 1er tour (1/32) P. Haarhuis   | T. Kempers T. Nijssen      | Finale P. Haarhuis         | T. Woodbridge M. Woodforde |
| 1997  | 1/2 finale P. Haarhuis      | S. Lareau A. O'Brien       | 1/2 finale P. Haarhuis    | I. Kafelnikov D. Vacek   | Finale P. Haarhuis            | T. Woodbridge M. Woodforde | 2e tour (1/16) P. Haarhuis | D. Adams W. Ferreira       |
| 1998  | Victoire J. Björkman        | T. Woodbridge M. Woodforde | Victoire P. Haarhuis      | M. Knowles D. Nestor     | Victoire P. Haarhuis          | T. Woodbridge M. Woodforde | —                          | —                          |

N.B. : le nom du ou de la partenaire se trouve sous le résultat ; le nom des ultimes adversaires se trouve à droite.

## Participation aux Masters

### En double
| Année | Ville        | Surface         | Partenaire    | Résultats | Résultat final    |
| ----- | ------------ | --------------- | ------------- | --------- | ----------------- |
| 1993  | Johannesburg | Dur indoor      | Paul Haarhuis | 5v, 0d    | Vainqueur         |
| 1994  | Jakarta      | Dur indoor      | Paul Haarhuis | 2v, 2d    | Demi-finaliste    |
| 1995  | Eindhoven    | Moquette indoor | Paul Haarhuis | 4v, 1d    | Finaliste         |
| 1996  | Hartford     | Moquette indoor | Paul Haarhuis | 1v, 2d    | Éliminé en poules |
| 1997  | Hartford     | Moquette indoor | Paul Haarhuis | 3v, 1d    | Demi-finaliste    |
| 1998  | Hartford     | Moquette indoor | Paul Haarhuis | 5v, 0d    | Vainqueur         |

## Classements ATP en fin de saison

### En simple
| Année | 1988 | 1989 | 1990 | 1991 | 1992 | 1993 | 1994 | 1995 | 1996 | 1997 |
| Rang  | 439  | 276  | 130  | 110  | 78   | 62   | 23   | 43   | 307  | 604  |

### En double
| Année | 1988 | 1989 | 1990 | 1991 | 1992 | 1993 | 1994 | 1995 | 1996 | 1997 | 1998 |
| Rang  | 565  | 210  | 187  | 54   | 44   | 11   | 2    | 4    | 18   | 4    | 1    |

Source : (en) Classements de Jacco Eltingh sur le site officiel de la Fédération internationale de tennis

### Périodes au rang de numéro un mondial en double
| Précédé par     | Dates                                              | Suivi par       | Nombre de semaines | Cumul |
| --------------- | -------------------------------------------------- | --------------- | ------------------ | ----- |
| Paul Haarhuis   | 16/01/1995 - 12/02/1995 co-no 1 avec Paul Haarhuis | Paul Haarhuis   | 4                  | 4     |
| Mark Woodforde  | 12/06/1995 - 10/09/1995 co-no 1 avec Paul Haarhuis | Todd Woodbridge | 13                 | 17    |
| Todd Woodbridge | 30/10/1995 - 05/11/1995 co-no 1 avec Paul Haarhuis | Todd Woodbridge | 1                  | 18    |
| Todd Woodbridge | 30/03/1998 - 31/01/1999                            | Paul Haarhuis   | 44                 | 62    |